# توجامو
ماثياس رشتير (Matthias Richter) يعرف أكثر باسم توجامو (Tujamo). هو دي جي و منتج أسطوانات ألماني مختص في موسيقى الهاوس الإلكترونية، من مواليد 18 يناير 1988 مصنف حسب مجلة دي جي في المركز 78 عالميا في تصنيف سنة 2016.إستطاعت أغنيته (بالإنجليزية: !Dr.who)‏ من احتلال مركز 21 في ترتيب أغاني المملكة المتحدة .